# Geometria anabeliana
La geometria anabeliana è una branca della geometria aritmetica che studia gli oggetti geometrici dal punto di vista dei gruppi fondamentali aritmetici. In altre parole, la geometria anabeliana discute quanta informazione degli oggetti geometrici è contenuta nei loro gruppi fondamentali aritmetici (come il gruppo fondamentale étale).
In totale, si suddivide in tre approcci che corrispondono a tre diverse teorie: geometria bi-anabeliana (approccio classico), geometria anabeliana combinatorica e geometria mono-anabeliana assoluta.

## Approcci e alcuni risultati

### Geometria bi-anabeliana (approccio classico)
Il primo approccio è quello classico, che dunque è alla base della geometria anabeliana classica o "geometria bi-anabeliana": in questo approccio, dati due oggetti geometrici, viene effettuato un paragone tra loro attraverso un insieme di morfismi tra gli oggetti e un insieme di omomorfismi tra i gruppi fondamentali étale.
Nelle discussioni di geometria bi-anabeliana, il termine "...appartenente alla teoria dei gruppi" (group-theoretic...), per esteso, significa "preservato da un isomorfismo arbitrario tra i due gruppi fondamentali aritmetici in considerazione" (preserved by an arbitrary isomorphism between the arithmetic fundamental groups under consideration). Il termine assume un significato in parte diverso nell'approccio mono-anabeliano assoluto.
La geometria bi-anabeliana ha ottenuto i primi risultati su campi numerici e i loro gruppi di Galois assoluti grazie agli studi di Jürgen Neukirch, Masatoshi Gündüz Ikeda, Kenkichi Iwasawa, Kôji Uchida (lemma di Uchida utilizzato poi nel teorema di Neukirch-Uchida, 1969) e alle congetture di Alexander Grothendieck in Esquisse d'un Programme ("Schizzo di un programma"). Una di esse, la congettura anabeliana di Grothendieck, è stata dimostrata per le curve affini da Hiroaki Nakamura e Akio Tamagawa e dimostrata completamente da Shin'ichi Mochizuki usando la teoria di Hodge p-adica (una variante della teoria di Hodge).
Alcuni risultati della geometria bi-anabeliana riguardano i campi locali a caratteristica mista (Mixed-characteristic Local Fields, MLF). Ad esempio, è stato stabilito la classe di isomorfismo di un MLF non è determinata dalla classe di isomorfismo del gruppo di Galois assoluto del MLF. Inoltre, esiste un automorfismo esterno del gruppo di Galois assoluto di un MLF che non deriva da nessun automorfismo del MLF.

### Geometria anabeliana combinatorica
La geometria anabeliana combinatorica è un approccio che tenta di costruire oggetti appartenenti alla teoria degli schemi e alla teoria degli anelli da dati combinatorici più semplici/primitivi. I risultati di questo approccio sono stati applicati da Shin'ichi Mochizuki, docente del RIMS a Kyoto, a curve iperboliche su campi algebricamente chiusi e a nuove dimostrazioni di casi particolari della congettura anabeliana di Grothendieck senza usare la teoria di Hodge {\displaystyle p}-adica. Inoltre Yuichiro Hoshi, ex-studente di dottorato di Mochizuki e docente del RIMS di Kyoto, ha esteso insieme a Mochizuki i risultati della geometria anabeliana combinatorica alle curve iperboliche. I risultati sono applicabili allo studio del gruppo Grothendieck-Teichmüller (gruppo GT), un gruppo particolare in teoria dei gruppi che è strettamente correlato al gruppo di Galois assoluto dei numeri razionali, e allo studio dei campi locali a caratteristica mista.
Il fondatore di questo approccio è Mochizuki attraverso gli articoli A combinatorial version of the Grothendieck conjecture (2007) e On the combinatorial cuspidalization of hyperbolic curves (2010). Altri grandi contributi sono venuti da una serie di 4 articoli di Yuichiro Hoshi, Topics surrounding the combinatorial anabelian geometry of hyperbolic curves (2012-2013), poi ripubblicati nella versione aggiornata.

### Geometria mono-anabeliana assoluta
La geometria mono-anabeliana assoluta è un approccio che è capace di ricostruire alcune curve iperboliche strettamente di tipo Belyi su campi numerici e campi locali dal suo gruppo algebrico fondamentale. La ricostruzione della curva avviene a meno di isomorfismo. Due gruppi citati sono il gruppo algebrico fondamentale étale e il gruppo fondamentale di una vasta classe di curve ellittiche forate (cioè a cui è stato tolto un punto) su campi numerici.
Dato un oggetto geometrico che è oggetto di studio, questo approccio si basa su algoritmi di teoria dei gruppi il cui input è un singolo gruppo topologico astratto isomorfo al gruppo fondamentale aritmetico dell'oggetto geometrico considerato.
Pertanto, gran parte dello studio e ricerca si svolge sulla costruzione di questi "algoritmi di ricostruzione mono-abeliani"; tali algoritmi hanno il punto di forza di funzionare senza menzionare le copie di oggetti geometrici come modello fisso di riferimento. "Group-theoretic" riferito agli algoritmi, nella geometria mono-anabeliana assoluta, significa che essi sono elaborati in un linguaggio che dipende solo dalla struttura del gruppo topologico del gruppo fondamentale aritmetico in considerazione.
Il matematico che ha posto le basi della geometria mono-anabeliana assoluta è Shin'ichi Mochizuki con una serie di ricerche e pubblicazioni svolte tra il 2000 e il 2015. In particolare, tre articoli fondamentali sono Topics in Absolute Anabelian Geometry I (2008), II (2008) e III (2015); il primo è stato poi ripubblicato con emendamenti e migliorie. Due sunti di geometria mono-anabeliana sono stati prodotti da Yuichiro Hoshi (ma è focalizzato solo sui MLF) e la tesi di laurea magistrale di Alexander Gietelink Oldenziel.
Un concetto importante in geometria mono-anabeliana assoluta è quello di coppia-MLF, diviso in vari tipi. Ad esempio,  una coppia-MLF× è un monoide {\displaystyle M}, un gruppo {\displaystyle G} e un'azione del gruppo {\displaystyle G} su {\displaystyle M} isomorfo all'azione del gruppo di Galois assoluto di una chiusura algebrica {\displaystyle {\bar {k}}} di un MLF {\displaystyle k} sul gruppo delle unità dell'anello degli interi di {\displaystyle {\bar {k}}}. Se {\displaystyle G} ↷ {\displaystyle M} è una coppia-MLF, allora il gruppo {\displaystyle G} è la parte étale della coppia, mentre il monoide {\displaystyle M} è la parte Frobenius della coppia. Le coppie-MLF tra di loro si possono sincronizzare, per cui viene osservato un fenomeno detto "sincronizzazione ciclotomica", cioè un isomorfismo tra ciclotomi; questa sincronizzazione è riferita ai ciclotomi, che sono degli oggetti isomorfi al prodotto {\displaystyle {\hat {\mathbb {Z} }}(1)} dei caratteri ciclotomici p-adici. Elementi di questo tipo compaiono spesso in teoria dei numeri. Si può costruire un ciclotome a partire dalla parte étale, e un altro a partire dalla parte Frobenius; quindi esistono ciclotomi étale e ciclotomi Frobenius. La sincronizzazione ciclotomica si può anche costruire attraverso la teoria degli schemi e degli anelli. Tuttavia, non è possibile costruire la sincronizzazione ciclotomica in tutti i casi: ad esempio, se i ciclotomi hanno strutture appartenenti alla teoria degli schemi e degli anelli che fanno perdere parte della rigidità, allora la costruzione della sincronizzazione ciclotomica non è possibile. I monoidi étale mono-abeliani sono monoidi costruiti a partire dalle porzioni étale; vengono costruiti con degli algoritmi di ricostruzione mono-anabeliani. Alcuni monoidi sono costruibili dalle parti Frobenius attraverso algoritmi funtoriali.
Dei fenomeni in geometria mono-anabeliana assoluta sono i poli-isomorfismi della sincronizzazione ciclotomica, che a loro volta inducono un altro fenomeno, i poli-isomorfismi di Kummer (ad esempio per le coppie-MLF). Il poli-isomorfismo di Kummer è il poli-isomorfismo ottenuto applicando una versione della teoria di Kummer al poli-isomorfismo della sincronizzazione ciclotomica; il poli-isomorfismo di Kummer è un poli-isomorfismo tra la parte Frobenius e un monoide parte étale mono-abeliano.
La coppia-MLF è usata in una tecnica della geometria mono-anabeliana assoluta, il trasporto mono-anabeliano (ad esempio, per le coppie-MLF). Il trasporto mono-anabeliano fa uso di connessioni dette "link", come i link étale e i link Frobenius (questi ultimi, con l'algoritmo di ricostruzione anabeliana, sono ricavabili dai link étale); fa inoltre uso del distacco di Kummer (cioè il passaggio, attraverso il poli-isomorfismo di Kummer, da strutture Frobenius alle corrispondenti strutture étale) e del trasporto étale di parti Frobenius in un diagramma da sinistra a destra.
Uno dei risultati della geometria mono-anabeliana assoluta è dato dagli algoritmi di ricostruzione mono-anabeliani per i campi locali a caratteristica mista, tutti algoritmi di teoria dei gruppi il cui input è un gruppo astratto isomorfo al gruppo di Galois assoluto di un MLF; questo input viene detto "di tipo MLF".
Nel 2023, Hyeon Seung-hyeon ha ottenuto alcuni risultati mono-anabeliani sull'isomorfismo di classe dei MLF.

#### Teoria di Teichmüller inter-universale
Svariati risultati della geometria mono-anabeliana assoluta, insieme a una vasta serie di branche della matematica avanzate applicate in contesto astratto, sono alla base della teoria di Teichmüller inter-universale (IUT) o "teoria della deformazione aritmetica", una teoria contenente un algoritmo di ricostruzione sviluppata da Shin'ichi Mochizuki tra il 2008 e il 2012 e pubblicata in quattro grossi articoli il 30 agosto 2012. La teoria IUT appartiene alla geometria mono-anabeliana assoluta e, nel nome, cita la teoria di Teichmüller classica, che è una teoria sulle deformazioni delle superfici di Riemann nello spazio di Teichmüller; di tale teoria, esiste anche una versione {\displaystyle p}-adica (teoria di Teichmüller p-adica).
La IUT tenta di lavorare sugli oggetti geometrici separando il gruppo di simmetria additiva e moltiplicativa con un'operazione detta "distacco di Kummer multiradiale" basato su un algoritmo multiradiale; i due gruppi sono dunque separati in due "mondi/universi/ambienti" diversi (detti "teatri di Hodge") per poi essere oggetto di complessi calcoli sincronizzati. Dopodiché, effettua delle deformazioni sulla simmetria moltiplicativa. A seguito della ricostruzione dell'oggetto in un singolo teatro di Hodge, che non avviene in modo perfetto per la presenza naturale di indeterminatezze/perdite di informazioni/deformazioni che agiscono sugli inviluppi logaritmici, si calcola il volume di tali indeterminatezze per costruirvi delle disequazioni. Queste disequazioni vengono usate per dimostrare risultati in teoria dei numeri, come ad esempio la congettura abc, la congettura di Szpiro, la congettura di Vojta e le versioni generalizzate dell'ultimo teorema di Fermat.
La IUT è oggetto di controversia nella comunità matematica in merito alla sua effettiva correttezza, soprattutto a seguito delle critiche sollevate prima da Peter Scholze e Jakob Stix e a seguito di Kirti Joshi. La controversia è aggravata dalla lunghezza e dalla difficoltà enorme della teoria. La stessa geometria anabeliana classica, dunque l'approccio da cui prende le distanze l'approccio mono-anabeliano, è già complessa di per sé.